# Knocking
Knocking es un documental producido en Estados Unidos en 2006, dirigido por Joel Engardio y Tom Shepard. El documental trata acerca de los Testigos de Jehová, en particular de su labor evangelizadora mediante la predicación de casa en casa. El documental se centra en la vida de tres Testigos de Jehová y en su ejemplo al hacer frente a tres de las clásicas situaciones con las que se enfrentan los miembros de la organización en nuestra sociedad:
1. La neutralidad frente al saludo a la bandera y la política del Estado.
2. La objeción en cuanto al servicio militar y los conflictos bélicos.
3. La negación ante las transfusiones de sangre.

## Personajes y sinopsis

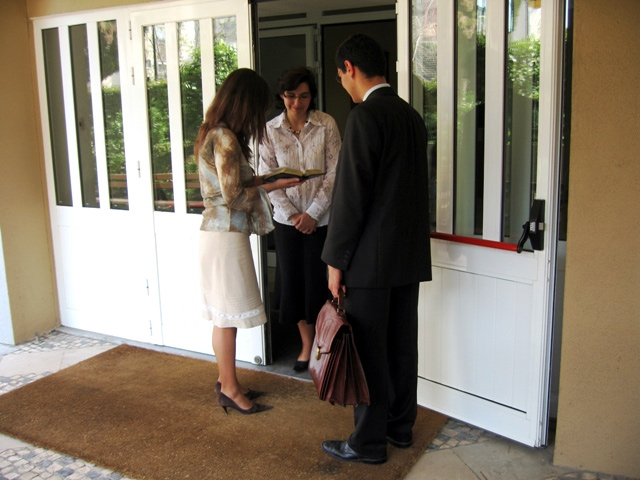
Pareja de testigos de Jehová predicando en una persona.

El 14 de junio de 1943, Lillian Gobitas, cuando todavía era una niña del estado de Pensilvania, tuvo que enfrentarse, junto a otros miles de niños Testigos de Jehová, a la bandera de los Estados Unidos al que debían recibir, lo que planteó una controversia que llevó a la Corte Suprema a decidir que el saludo a dicho pabellón era incompatible con la libertad religiosa recogida por la Constitución de la nación. 
Joseph Kempler, que era judío antes de ser testigo de Jehová tuvo que demostrar su integridad por ambas razones dentro de los campos de concentración nazis durante la Segunda Guerra Mundial.
Seth Thomas, un testigo de Jehová de 23 años, tuvo que sufrir la presión de médicos y familiares por su negación ante las transfusiones de sangre durante una operación de trasplante de hígado. Dado que el tratamiento fue rechazado por el centro médico de la Universidad de Baylor en Texas, los cirujanos del hospital del centro médico de la Universidad de Los Ángeles en California acordaron realizar la operación al considerar que este tipo de investigación médica era necesaria y     debía ser explorada.

## Premios
| Año  | Evento                                         | Premio             | Categoría                    | Resultado |
| ---- | ---------------------------------------------- | ------------------ | ---------------------------- | --------- |
| 2006 | Festival Internacional de Cine de Indianápolis | Premio del Público | Mejor película de no ficción | Ganadora  |